# Paul Schöffler
Paul Schöffler (Dresde, 15 septembre 1897 - Amersham, 21 novembre 1977) est un baryton-basse autrichien d'origine allemande. 

## Biographie
Il étudie le piano et le violon au Conservatoire de musique de sa ville natale, et le chant avec Waldemar Staegemman et Rudolf Schmalnauer, puis à Berlin avec Ernst Grenzebach, et à Milan avec Mario Sammarco. 
Remarqué par Fritz Busch, il débute à Dresde en 1924, dans le rôle du Hérault de Lohengrin. L'année suivante, il participe à la création de Doktor Faustus de Ferruccio Busoni, puis en 1926 de Der Protagonist de Kurt Weill et Cardillac de Paul Hindemith.
Il se joint à la troupe de l'Opéra d'État de Vienne en 1937, où il demeure jusqu'en 1965. Il paraît régulièrement aussi au Festival de Bayreuth et au Festival de Salzbourg, où il crée notamment le rôle-titre dans Dantons Tod de Gottfried von Einem en 1947, et Jupiter dans Die Liebe der Danaë de Richard Strauss en 1952. Il chante aussi à Hambourg et Munich. 
D'abord baryton lyrique, au fil des ans sa voix s'élargit et il aborde des rôles plus lourds, son vaste répertoire incluait notamment, Figaro, Don Giovanni, Alfonso, Pizzaro, Hollander, Hans Sachs, Kurnewal, Wotan, Amfortas, Jochanaan, Oreste, Iago, Scarpia, etc.
Sur la scène internationale, il est invité à Budapest, Londres, Paris, Milan, Naples, Buenos Aires, New York, Chicago, San Francisco, etc.
Tout au long de sa carrière, Paul Schöffler fit preuve d'une musicalité et d'une présence scénique étonnantes, utilisant une voix chaude, richement timbrée et expressive, qui fit également de lui un chanteur de lieder accompli. Il continua de chanter de petits rôles jusque dans les années 1970.

## Sources
- Alain Pâris, Le dictionnaire des interprètes, Robert Laffont, 1989.  (ISBN 2-221-06660-X)